# Мезоамериканская хронология
Мезоамериканская хронология — принятая методика описания истории доколумбовых цивилизаций Мезоамерики в терминах именованных эр и периодов, начиная с самых ранних свидетельств наличия человеческих поселений и до раннего колониального периода, последовавшим за испанской колонизаций Америки.
Историки и археологи разделяют историю Мезоамерики на три периода, каждый из которых описан ниже. Указанные даты являются лишь оценками, и переходы от одного периода к другому не происходили одновременно и при одинаковых обстоятельствах у различных народов. Некоторые исследователи даже оспаривают эту евроцентрическую точку зрения, которая весьма похожа на хронологию Древней Греции.
Цивилизация Мезоамерики является сложной комбинацией различных культур, которые возникали в различное время. Процессы, приводящие к образованию каждой из культурных систем Месоамерики, определялись не только внутренней динамикой соответствующего общества, но и внешними и эндогенными факторами — например, миграциями населения или природными катаклизмами.

## Предклассическая эра

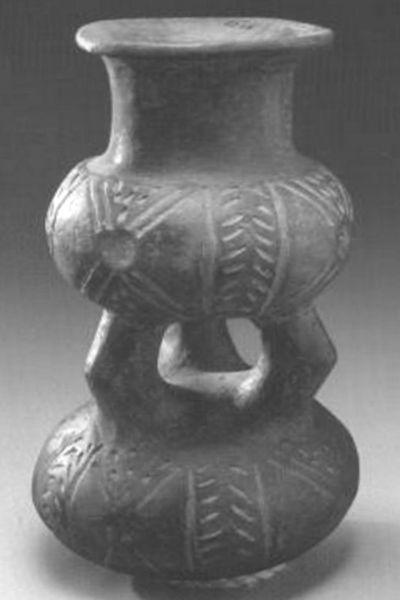
Сосуд культуры Капача, найденный в Акатитлане, штат Колима.

Предклассическая эра продолжалась с 2500 год до н. э. по 200 год н. э. Начало периода соотносят с появлением керамических предметов на западе региона, особенно в таких местах как Матанчен (штат Наярит) и Пуэрто-Маркес (штат Герреро). Некоторые исследователи полагают, что на раннее развитие гончарного дела в этой области повлияли связи между Южной Америкой и народами, живущими на тихоокеанском побережье современной Мексики. Появление керамики свидетельствует об оседлом образе жизни, который отличает мезоамериканские народы от общин собирателей и охотников в пустынных районах на севере.
Предклассическую или формационную эру разделяют на три фазы: раннюю (2500—1200 гг. до н. э.), среднюю (1500—600 гг. до н. э.) и позднюю (600 год до н. э. — 200 год н. э.) В ходе первой фазы по всему региону распространилось гончарное искусство, наладилось выращивание маиса и других овощных культур, а также началась стратификация общества, которая привела к появлению первых иерархических образований у народов, населяющих берега Мексиканского залива. В начале предклассической эры движущей силой цивилизации Мезоамерики выступала культура Капача — её керамические изделия были широко распространены в регионе.
К 2500 году до н. э. в низменных районах тихоокеанского побережья Гватемалы развивались небольшие поселения, такие как Ла-Бланка, Окос, Эль-Месак, Ухуште и другие, в которых была найдена старейшая в Гватемале керамика. С 2000 года до н. э. на тихоокеанском побережье появляется большое количество гончарных изделий. Недавние раскопки свидетельствуют о том, что высокогорные районы были временны́м мостом между ранними предклассическими деревнями тихоокеанского побережья и более поздними городами Петенского бассейна. В Монте-Альто возле поселения Эскинтла были найдены гигантские каменные головы и пузатые фигурки (исп. barrigones), датированные приблизительно 1800 годом до н. э.

Наиболее значимые поселения формационной эры на плато центральной Мексики и берегу Мексиканского залива.

Около 1500 года до н. э. западные культуры пришли в упадок и ассимилировались с другими народами. В результате таких объединений в долине Мехико возникла культура Тлатилько, а на берегу Мексиканского залива — культура ольмеков. Ольмеки пошли по пути экспансии, которая позволила им создать монументальные архитектурные произведения в Сан-Лоренцо и Ла-Венте. Кроме того, ольмеки начали торговать как внутри своих территорий, так и с далёкими поселениями, расположенными в современных штатах Герреро и Морелос, а также Гватемале и Коста-Рике. Влияние ольмеков наблюдалось в поселении Сан-Хосе-Моготе на Оахакском плато, но к концу средней фазы предклассической эры оно вошло в зону влияния Монте-Альбана. В то же время в Бахио процветала культура чупикаро, а ольмеки вошли в период упадка.

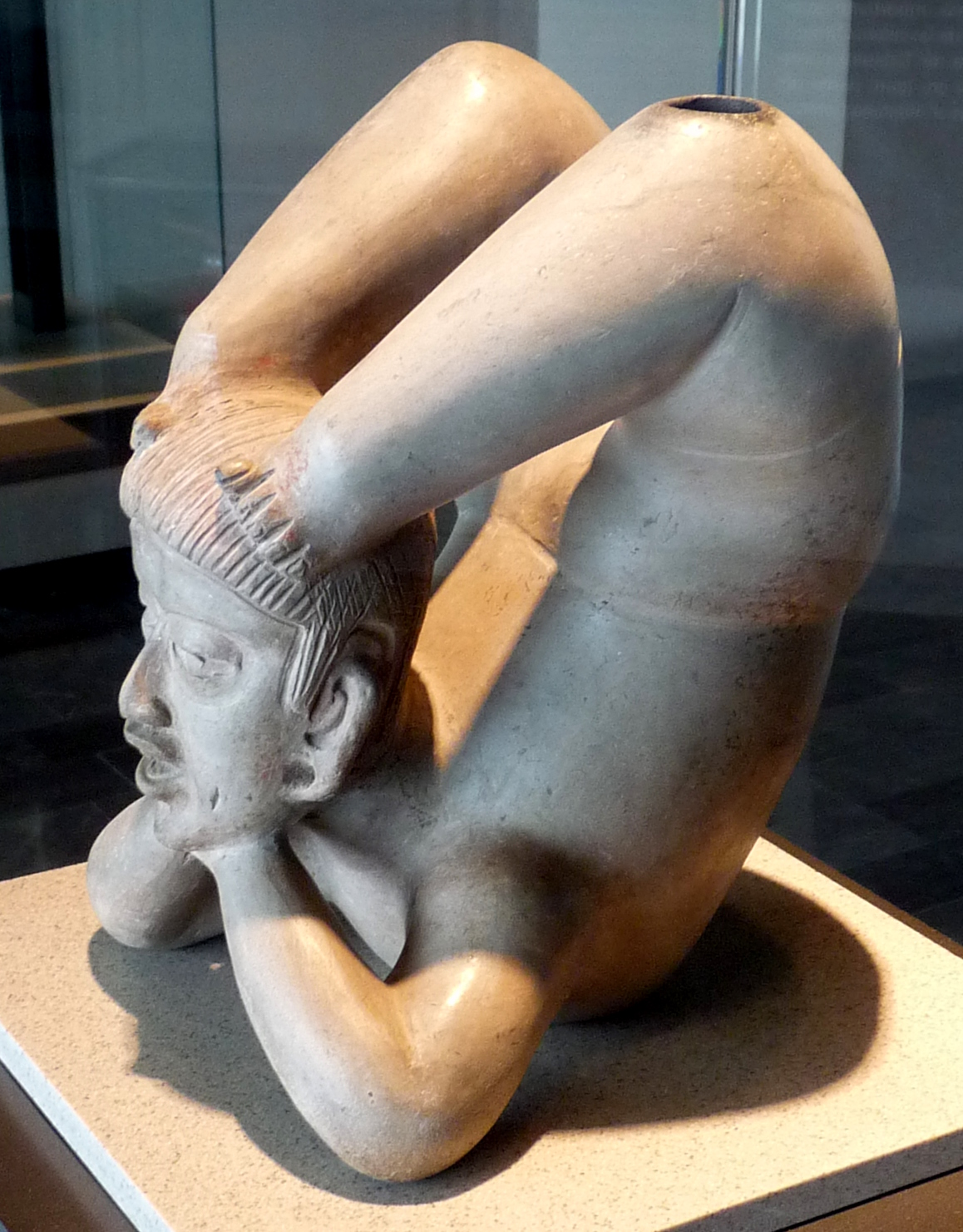
Типичная статуэтка предклассической эры из центральной Мексики, культуры тлатилько

К значимым культурным событиям, случившимся в средний предклассический период, можно отнести разработку первых систем письменности и двадцатеричной системы исчисления в центре территории ольмеков, индейцами майя в бассейне Мирадор и сапотеками в Монте-Альбане. В этот период наблюдалась сильная стратификация общества. Связи между различными центрами власти привели в возвышению региональных элит, контролировавших природные ресурсы и крестьян. Такая социальная дифференциация была основана на обладании определёнными знаниями, такими как астрономия, письменность и основы коммерции. В средний предклассический период также появились зачатки урбанизации, характерные для классической эры. Такие города майя, как Накбе (~1000 г до н. э.), Эль-Мирадор (~650 г до н. э.), Сиваль (~350 г до н. э.) и Сан-Бартоло имели сходную с классической монументальную архитектуру. Эль-Мирадор в своё время являлся крупнейшим городом майя. Существует мнение, что примерно в 100 году н. э. цивилизация майя пережила падение и вновь возродилась в классическую эру, около 250 года. Некоторые города, такие как Тлатилько, Монте-Альбан и Куикуилько переживали период расцвета в конце предклассической эры. Численность же ольмеков уменьшилась, и они потеряли своё влияние.
К концу предклассической эры политическое и экономическое господство над регионом переместилось в поселения долины Мехико. Вокруг озера Тескоко несколько деревень, такие как Тлатилько и Куикуилько, выросли в настоящие города. Тлатилько являлся одним из основных центров того периода, его жители выращивали маис и ловили рыбу в озере Тескоко. Некоторые учёные полагают, что он был основан и населён предками современного народа отоми. Город располагался на северном берегу озера Тескоко и поддерживал крепкие связи с западными культурами. Куикуилько занимал склоны горного района Ахуско и контролировал торговлю в областях майя, в Оакахе и на берегу залива. Соперничество этих городов завершилось упадком Тлатилько, в то время как Монте-Альбан, расположенный в долине Оахаки начал культурно отдаляться от влияния ольмеков, используя их достижения и дополняя их культуру. На южном берегу Гватемалы поселение Каминальхуйу развивалось в направлении, которое позже станет классической культурой майя, хотя связи с народами центральной Мексикой и залива изначально предлагали свои культурные модели. Кроме запада, где развились традиция шахтовых могил, во всех регионах Мезоамерики богатство городов росло, воплощались достаточно сложные схемы по градопланированию и сооружению монументов. Круглая пирамида в Куикуилько, центральная плаза Монте-Альбана и пирамида Луны в Теотиуакана были построены в это время.
Примерно в 1 году н. э. Куикуилько был заброшен и господство над Мексиканским бассейном перешло к Теотиуакану. В следующие два века так называемый «Город богов» консолидировал власть, став главным мезоамериканским городом первого тысячелетия и ведущим политическим, экономическим и культурным центром на следующие семь веков.

### Ольмеки

Район культуры ольмеков

На протяжении многих лет к культуре ольмеков относились как к прародительнице всей мезоамериканской культуры. Ольмеки оказали огромное влияние на развитие всего региона, однако в последнее время возникли предположения, что эта культура явилась результатом совместной деятельности всех современных ей народов и в конце концов проявилась в полном расцвете на берегах Веракруса и Табаско. Этническое единство ольмеков всё ещё достоверно не установлено. Основываясь на лингвистических данных большинство антропологов и археологов утверждают, что ольмеки были либо носителями ото-мангских языков либо (что более вероятно) предками современного народа соке (михе-сокской семьи), проживающего на севере Чьяпаса и Оахаки. Если верить второй гипотезе, племена соке мигрировали на юг после развала крупных центров на равнинах залива. Независимо от происхождения, эти носители ольмекской культуры переместились на подветренное побережье в VIII тысячелетии до н. э., вклинившись в прибрежные районы, заселённые прото-майянскими народностями. Это также объясняет отделение уастеков из северного Веракруса от остальных майянских народов, населявших территорию Юкатана и Гватемалы.
Ольмеки являются этапом в истории Мезоамерики с точки зрения появления характеристик, определивших развитие региона. Среди таких особенностей — организация государства, разработка 260-дневного ритуального и 365-дневного светского календарей, первой системы письма и городского планирования. Зарождение и развитие этой культуры началось примерно в XIV веке до н. э. и продолжалось до XII века до н. э. Основными городами в центральном регионе были Сан-Лоренцо, Ла-Вента и Трес-Сапотес. Однако по всей Мезоамерике расположены свидетельства того, что многочисленные города были оккупированы ольмеками, особенно в бассейне реки Бальсас, где был расположен город Теопантекуанитлан. Это поселение довольно загадочно, поскольку датируется несколькими веками ранее, чем основные поселения на берегу Мексиканского залива, из-за чего возникали противоречия и появилась гипотеза о том, что культура ольмеков возникла именно в этом регионе.

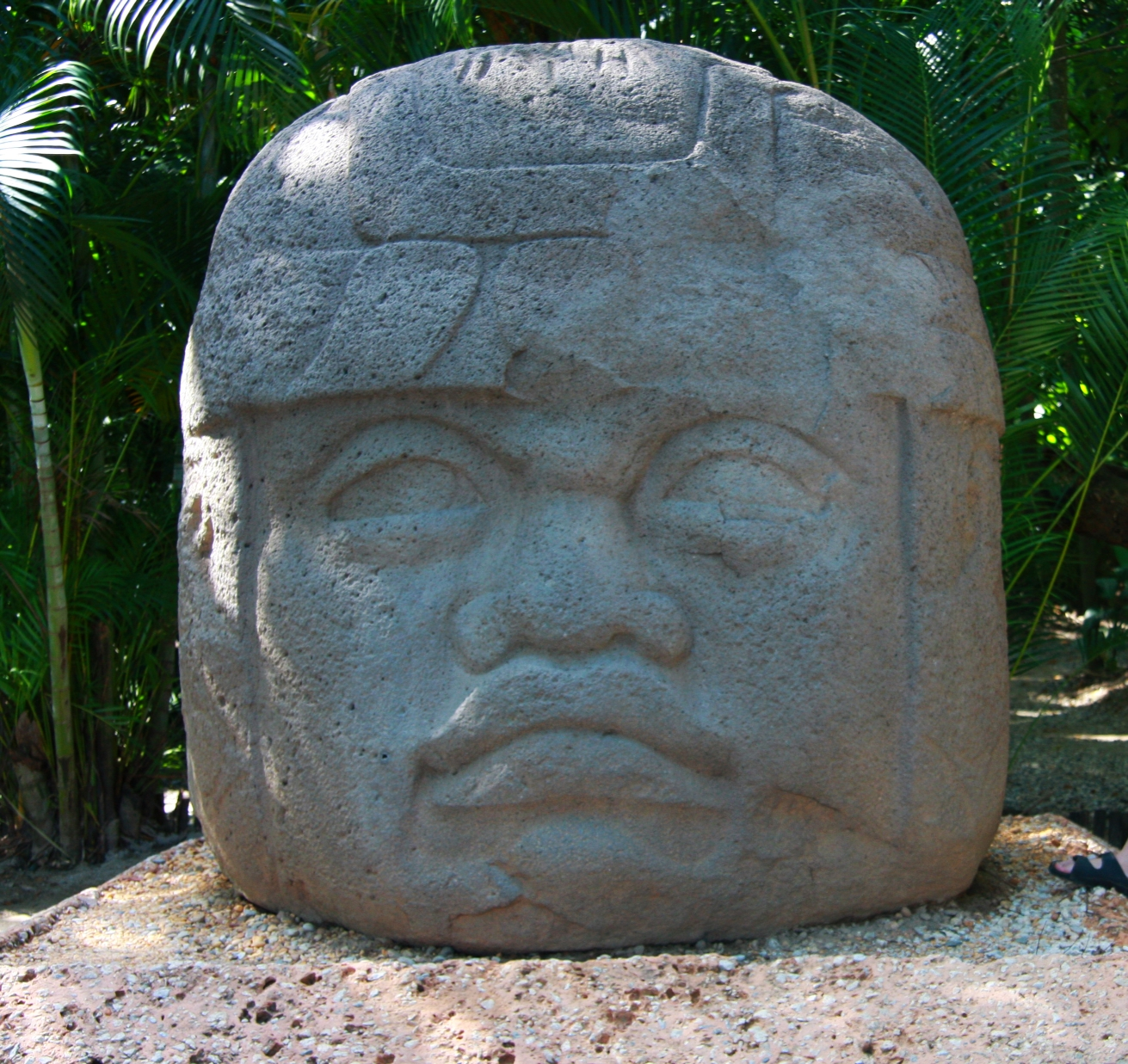
Ольмекская голова, Ла-Вента

Среди наиболее известных памятников ольмекской культуры — гигантские каменные головы, сделанные из монолитного куска до трёх метров в высоту и весом в несколько тонн. Эти шедевры ольмекской резьбы по камню особенно впечатляют, если принять во внимание недостаток металлических инструментов в Мезоамерике и то, что головы расположены в нескольких десятках км от места выработки базальта, из которого они сделаны. Назначение этих монументов неизвестно, некоторые авторы предполагают, что это были памятные изваяния известных игроков в игру в мяч или изображениями правящей элиты ольмеков. Ольмеки также известны небольшими работами с резьбой на зеленчаке и других зелёных камнях (любая вулканическая порода, имеющая зелёный цвет).
Точные причины развала ольмекской культуры неизвестны. На юге тихоокеанского побережья, находившемся под влиянием майя, города Такалик-Абах (~800 год до н. э.), Исапа (~700 год до н. э.) и Чокола (~600 год до н. э.), а также Каминальхуйу (~800 год до н. э.), расположенный на центральном нагорье Гватемалы, стали развиваться в направлении того, что впоследствии станет классической культурой майя. В бассейне Петен развитие великих городов классического периода майя, таких как Тикаль, Уашактун и Сейбаль, началось приблизительно в 300 году до н. э.
Гегемония Куикуилько над долиной уменьшилась в период с 100 года до н. э. до 0 года. По мере упадка Куикуилько Теотиуакан начал набирать важность, став за следующие два века политическим, экономическим и культурным центром всей центральной Мексики.

## Классическая эра

Важные поселения классической эры, приблизительно 500 г н. э.

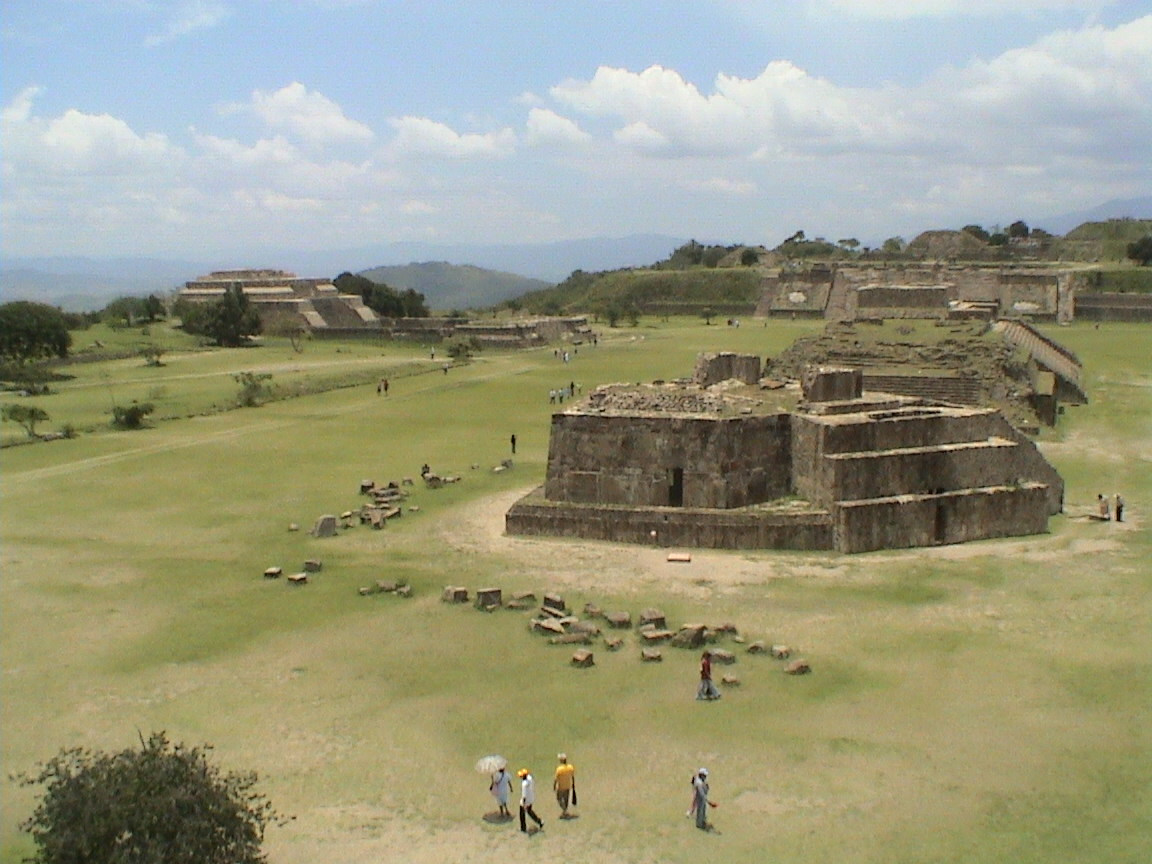
Центральная площадь Монте-Альбана, который был построен на холме над долиной Оахаки

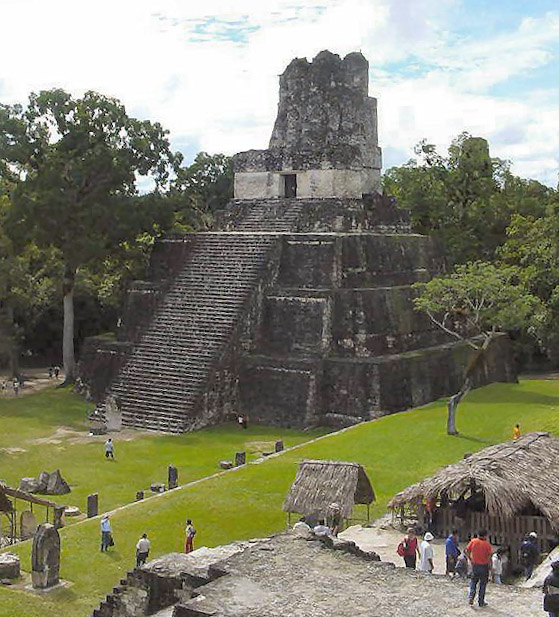
Храм 2, Тикаль, Гватемала

Классическая эра в Мезоамерике продолжалась с 250 по 900 год н. э. и разделяется на три периода: ранняя (с 250 по 550 год), средняя (с 550 по 700 год) и поздняя (с 700 по 900 год). Ранний период характеризуется доминированием Теотиуакана, в котором проживали до 80 % из 200 тыс. обитателей бассейна озера Тескоко. Теотиуакан придерживался экспансионистской политики, приведшей к контролю над основными торговыми путями северной Мезоамерики. Другими крупными центрами классической эры были Монте-Альбан, Каминальхуйу, Сейбаль, Тикаль и Калакмуль, соперничество между ними вылилось в продолжительные войны. В течение классической эры продолжался процесс урбанизации, начавшийся в конце предклассической эры. В целом, этот период мезоамериканской истории характеризуется высочайшим уровнем развития искусств, науки, городов, архитектуры и социального устройства.
Города этой эры отличались многонациональным населением, что привело к сожительству в одних и тех же поселениях народов с разными языками и культурами. Альянсы между региональными политическими элитами крепли, особенно явно это проявилось у союзников Теотиуакана. Также укреплялась социальная дифференциация — небольшие группы людей управляли большей частью населения. Это население заставили платить налоги и принимать участие в строительстве общественных сооружений, таких как ирригационные системы, религиозные здания и объекты инфраструктуры. Рост городов не мог произойти без усовершенствования техник ведения сельского хозяйства и укрепления торговых связей, в которых участвовали не только жители Мезоамерики, но и далёкие народы Оазисамерики.
В классическую эру мезоамериканское искусство достигло пика своего развития. Особенно выделяются стелы майя со сценами из жизни королевских семей, богато украшенная керамика и фрески, а также музыка. В Теотиуакане архитекторы добиваются крупных успехов — в этом городе классический стиль проявился в виде сооружения пирамид, поднимающихся наверх ступенями. Этот стиль повторялся, видоизменяясь, по всех Мезоамерике, к примеру в столице сапотеков Монте-Альбан и городе Каминальхуйу в Гватемале. Даже спустя столетия, много позже ухода людей из Теотиуакана, города послеклассической эры следовали тому же стилю построения зданий, особенно Тула, Теночтитлан и Чичен-Ица.
Данный период также подарил мезоамериканским индейцам множество научных достижений. Майя улучшили календарь, письменность и свои познания в математике до их высшей точки развития. Письмо использовалось по всей территории майя, несмотря на то, что считалось благородным занятием и практиковалось только знатными писцами, художниками и священниками. Используя письменность майя, другие культуры разработали свои системы, наиболее показательный пример — это культура ньуинье у оахакских сапотеков, хотя единственная полностью развитая система письменности в доколумбовой Америке была у майя. Астрономия сохранила свою важность, поскольку применялась для сельскохозяйственных целей, а также для предсказаний таких событий как солнечное или лунное затмение, что позволяло правителям мезоамериканских цивилизаций подтверждать своё божественное происхождение в глазах обычных граждан.
Окончание классической эры в центральной Мексике связывают с упадком региональных центров поздней классической эры (иногда называемой эпиклассичеким периодом), ближе к 900 году. В районе побережья Мексиканского залива это происходит в 800 году с падением Эль-Тахина, в областях майя — из-за обезлюдения высокогорных поселений в IX веке, а в Оахаке — с уходом жителей из Монте-Альбана примерно в 850 году.
На севере Мезоамерики классическая эра завершилась упадком Теотиуакана примерно в 700 году. Это позволило расцвести региональным центрам, которые начали бороться за контроль над торговыми путями и природными ресурсами. В поздней классической эре политическое устройство региона было раздробленным, и ни один город не имел ведущих позиций. В этот период произошло несколько переселений народов, вызванных вторжением групп из Аридоамерики и других северных регионов, заставивших население Мезоамерики перемещаться к югу. Среди новопришедших народов были науа, которые впоследствии построят два наиболее важных города послеклассической эры — Тулу и Теночтитлан. Кроме миграций с севера, в центре Мексики также устроились южные народы, среди которых были ольмеки-шикаланка, пришедшие с Юкатана и основавшие Какаштлу и Шочикалько.

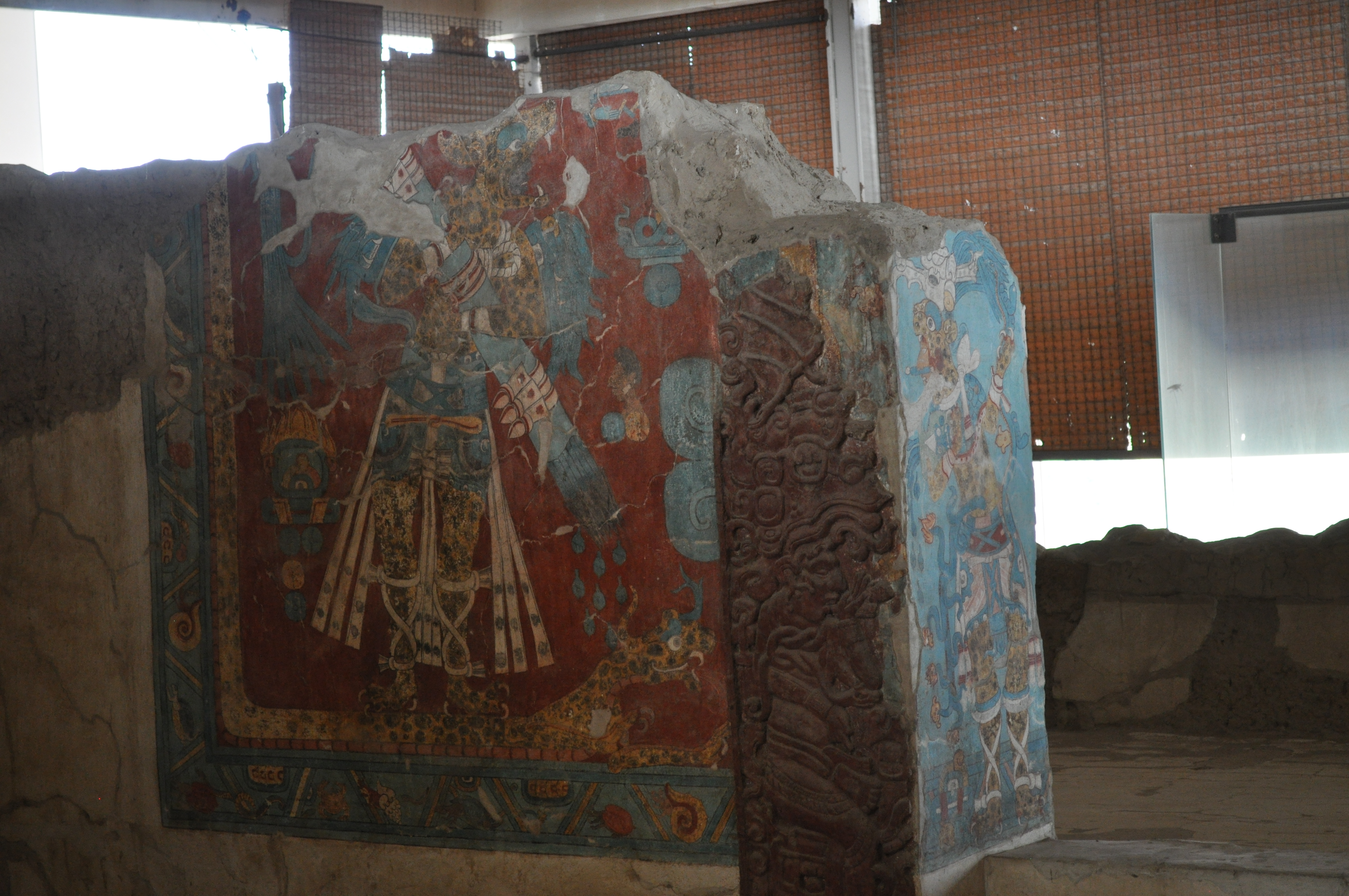
Фреска Какаштла, Тласкала

В областях майя старый союзник Теотиуакана город Тикаль находился в упадке после поражения, нанесённого Дос-Пиласом и Караколем (союзниками Калакмуля). За время этого упадка, который продолжался около 100 лет, произошло объединение в союз городов Дос-Пилас, Пьедрас-Неграс, Караколь, Калакмуль, Паленке, Копан и Йашчилан. Эти и другие города региона втянулись в кровопролитную войну, которая закончилась тем, что Тикаль с помощью городов Йашха и Эль-Наранхо разгромил Дос-Пилас и Караколь, затем Эль-Перу и, наконец, Калакмуль. Окончание войн ознаменовало жертвоприношение сына Юкнома Чина в 732 году в Тикале, в честь этого события с 740 по 810 года строились памятные сооружения.
Развал классической цивилизации Майя в северных низменностях начался примерно в 810 году с государств Ла-Пасьон, таких как Дос-Пилас, Агуатека, Сейбал и Канкуен, после чего процесс продолжился в городах бассейна Усумасинты, расположенных к югу — Йашчилане, Пьедрас-Неграс и Паленке. Под конец поздней классической эры майя перестали вести календарь длинного счёта, многие их города сгорели, были брошены и заросли джунглями. В то же время на южных высокогорьях Каминальхуйу продолжал развиваться до 1200 года. В Оахаке Монте-Альбан достиг пика своего величия приблизительно в 750 году, а затем по непонятным причинам «умер» под конец IX века. Подобная судьба постигла и другие города, такие как Ла-Кемада на севере и Теотиуакан в центральном районе — он был сожжён и покинут. В последний век классической эры власть над долиной Оахаки перешла к Ламбитйеко, который расположен в нескольких км восточнее.

### Теотиуакан

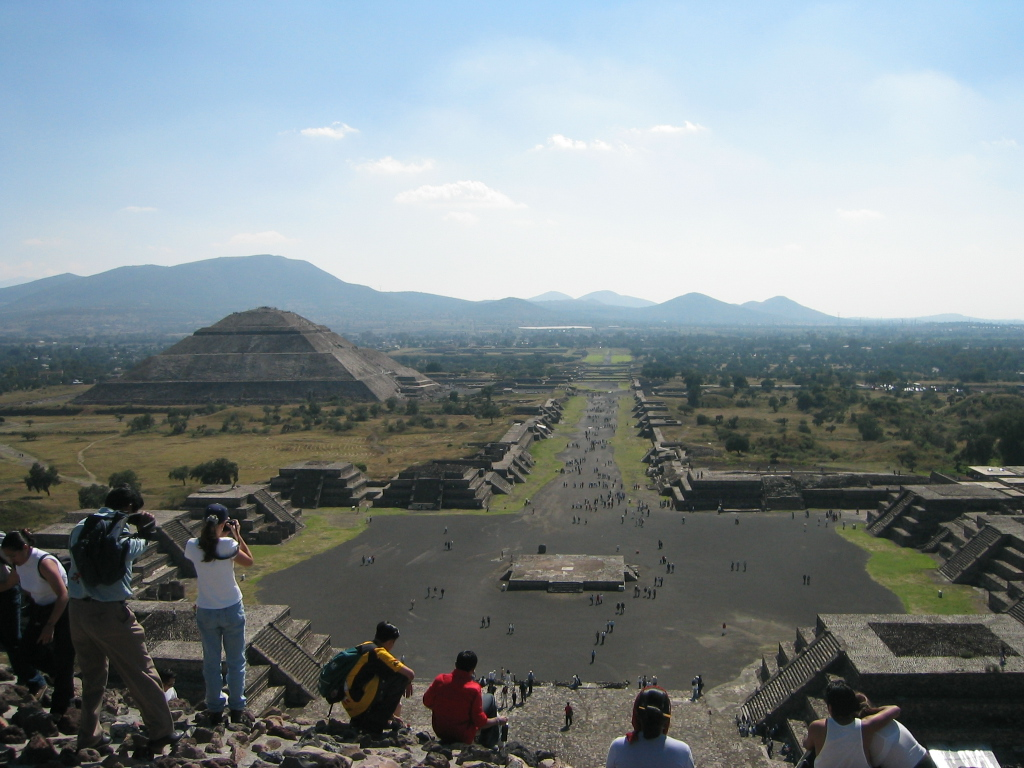
Вид на Кальсада-де-лос-Муэртос (Дорога мёртвых) с Пирамиды луны в Теотиуакане

Теотиуакан («город богов» на языке науатль) ведёт свою историю с конца предклассической эры (примерно 100 год н. э.) О его основателях известно очень немного, но предполагается, что в его развитии сыграли значительную роль отоми, также повлиявшие на культуру городов долины Мехико, представленную Тлатилько. Поначалу за главенство в регионе Теотиуакан соперничал с расположенным немного южнее Куикуилько. В этом противостоянии Теокиуакану помогли обсидиановые залежи в горах Наваха современного штата Идальго. Известно, что большая часть жителей Киукуилько переместились в Теотиуакан за несколько лет до того, как южный город был залит лавой извергающегося вулкана Шитле.
Выиграв борьбу за контроль над регионом, Теотиуакан успешно развивался и превратился в крупнейший город не только Мезоамерики, но и всего мира. В ходе этого периода большая часть населения долины Мехико жила в Теотиакуане. Город полностью зависел от сельского хозяйства, в основном от выращивания маиса, фасоли и тыквы. Однако политическая и экономическая составляющая базировалась на привозных товарах: керамике Анаранхадо, производимой в долине Поблано-Тлашкальтека, и природных ресурсах гор Идальго. Оба продукта сильно ценились во всей Мезоамерике и обменивались на роскошные товары, созданные в далёких Нью-Мексико и Гватемале. Благодаря этому Теотиуакан стал главным узлом мезоамериканской торговой сети — на юго-востоке он торговал с Монте-Альбаном и Тикалем, на побережье Мексиканского залива — с Матакапаном, с Альтавистой на севере и Тингамбато на западе.
Теотиуакан упорядочил мезоамериканский пантеон богов, созданный во времена ольмеков, поставив во главу божества, связанные с сельским хозяйством — Кетцалькоатля и Тлалока. Торговые связи помогли распространить культы этих богов в остальные общества Мезоамерики, которые переняли их и видоизменили. Полагалось, что в Теотиуакане не было письменности, но Девургер показал, что теотиуаканская система письма была столь пиктографична, что принималась за рисунки.
Упадок Теотиуакана связывают с появлением городов-государств внутри границ центральной Мексики. Предполагается, что они смогли развиться благодаря утери Теотиуаканом доминирующего положения, хотя всё могло произойти в обратной последовательности — города Какаштла, Шочикалько, Теотенанго и Эль-Тахин могли сначала достаточно окрепнуть, чтобы «запереть» Теотиуакан в центре долины и закрыть ему доступ к торговым путям. Это произошло примерно в 600 году, и, хотя люди продолжали жить в городе ещё полтора века, в конце концов город был разрушен и покинут его жителями, которые переместились в такие места, как Кулуакан и Ацкапотцалько, расположенные на берегах озеро Тешкоко.

### Майя в классическую эру

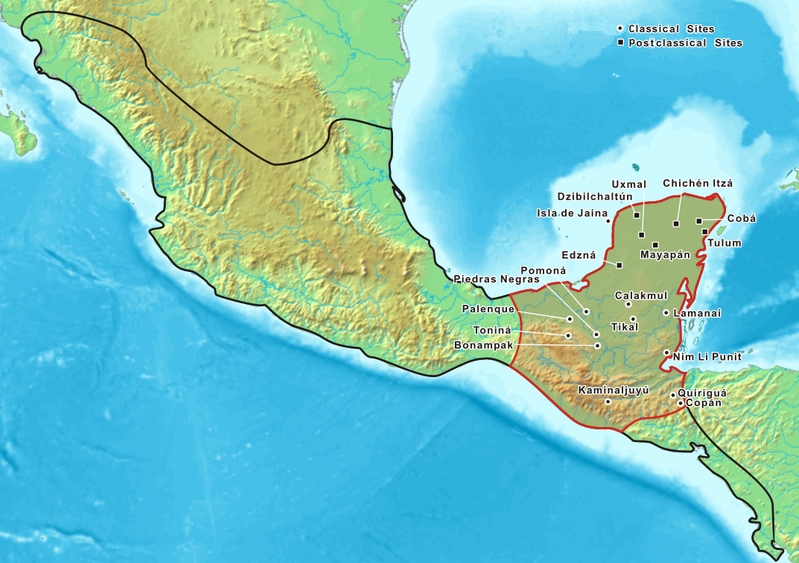
Карта, показывающая расположение народов майя и их основные города

Индейцы майя были создателями наиболее развитой и известной мезоамериканской культуры. Некоторые исследователи, такие как Майкл Д. Коу, полагают, что культура майя полностью отличается от окружающих её культур. Однако многие аспекты майянской культуры сходны с практиками других народов, в том числе использование двух календарей, двадцатеричная система счисления, выращивание кукурузы, определённые мифы, такие как о пяти солнцах, почитание Пернатого змея и бога дождя, называемого на языке майя Чак.

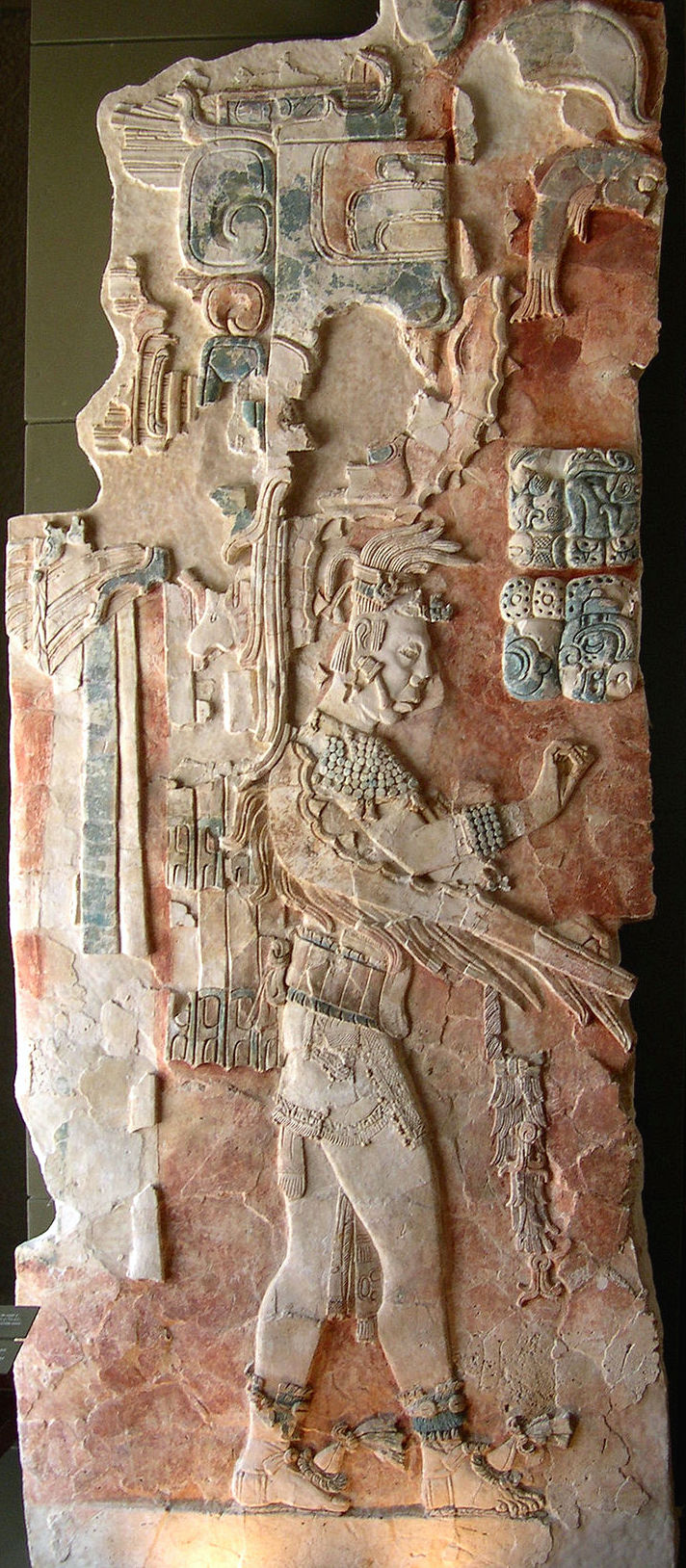
Барельеф, находящийся в музее Паленке, Чьяпас

Майянская культура зародилась в высокогорьях Гватемалы с развитием поселения Каминальхуйу в средней предклассической эре. По мнению нескольких исследователей, в частности доктора Ричарда Хансена (Калифорнийский университет в Лос-Анджелесе) и доктора Сатурно (университет Вандербилта), первое настоящее политическое государство в Месоамерике образовалось в Эль-Мирадоре, Накбе, Сивале и Сан-Бартоло (Бассейн Мирадор в Петене) а также в Такалик-Абахе (равнинные районы тихоокеанского побережья). Однако археологические свидетельства показывают, что майя никогда не формировали единой империи, а были объединены в небольшие группы, постоянно враждовавшие друг с другом. Лопес Аустин и Лопес Лухан утверждали, что предклассические майя характеризовались агрессивной натурой. Вероятно, их военное искусство превосходило развитие Теотиуакана в этой области, но по сей день существует мнение, что они были мирным набожным народом. Подобная точка зрения продвигалась такими майянистами начала и середины XX века, как Сильванус Морли и Джон Эрик Синей Томпсон. Значительно позже были найдены подтверждения (например, фрески в Бонампаке), что майя практиковали человеческие жертвоприношения и ритуальный каннибализм.
В 1000 году до н. э. майя имели письменность, календарь и небольшие поселения — некоторые из старейших памятников были найдены именно в поселениях региона майя. Ранее археологи думали, что майянские города функционировали только как церемониальные центры, а обычные люди жили в прилегающих деревнях. Однако более поздние раскопки показали, что в поселениях майя имелись такие же городские службы, как и в Тикале (где число жителей в период расцвета достигало 400 тыс. человек), Копане, а также дренажные системы, акведуки и покрытия дорог (Сакбе), построенные между крупными центрами в предклассическую эру. Создание таких поселений основывалось на сильно стратифицированном обществе, в котором правил класс знати, бывшей одновременно политической, военной и религиозной элитой.
Элита контролировала сельское хозяйство и, как во всей Мезоамерике, обкладывала нижние классы налогами, которые позволяли ей собирать достаточно ресурсов для постройки общественных монументов, узаконивающих её власть и социальную иерархию. В ранней классической эре, примерно в 370 году, майянская элита поддерживала прочные связи с Теотиуаканом, и, возможно, Тикаль, один из крупнейших городов майя этого периода, являлся важным союзником Теотиуакана, контролировавшим торговлю на побережье залива и в высокогорных районах. В конце концов, вероятно, сильная засуха, поразившая Центральную Америку в IX веке, последовавший за ней голод, а также внутренние войны привели к восстаниям и уничтожению политической системы майя. Многие города были брошены, оставаясь забытыми до XIX века, когда потомки древних майя привели в джунгли, поглотившие эти поселения, европейских и американских исследователей.

## Послеклассическая эра

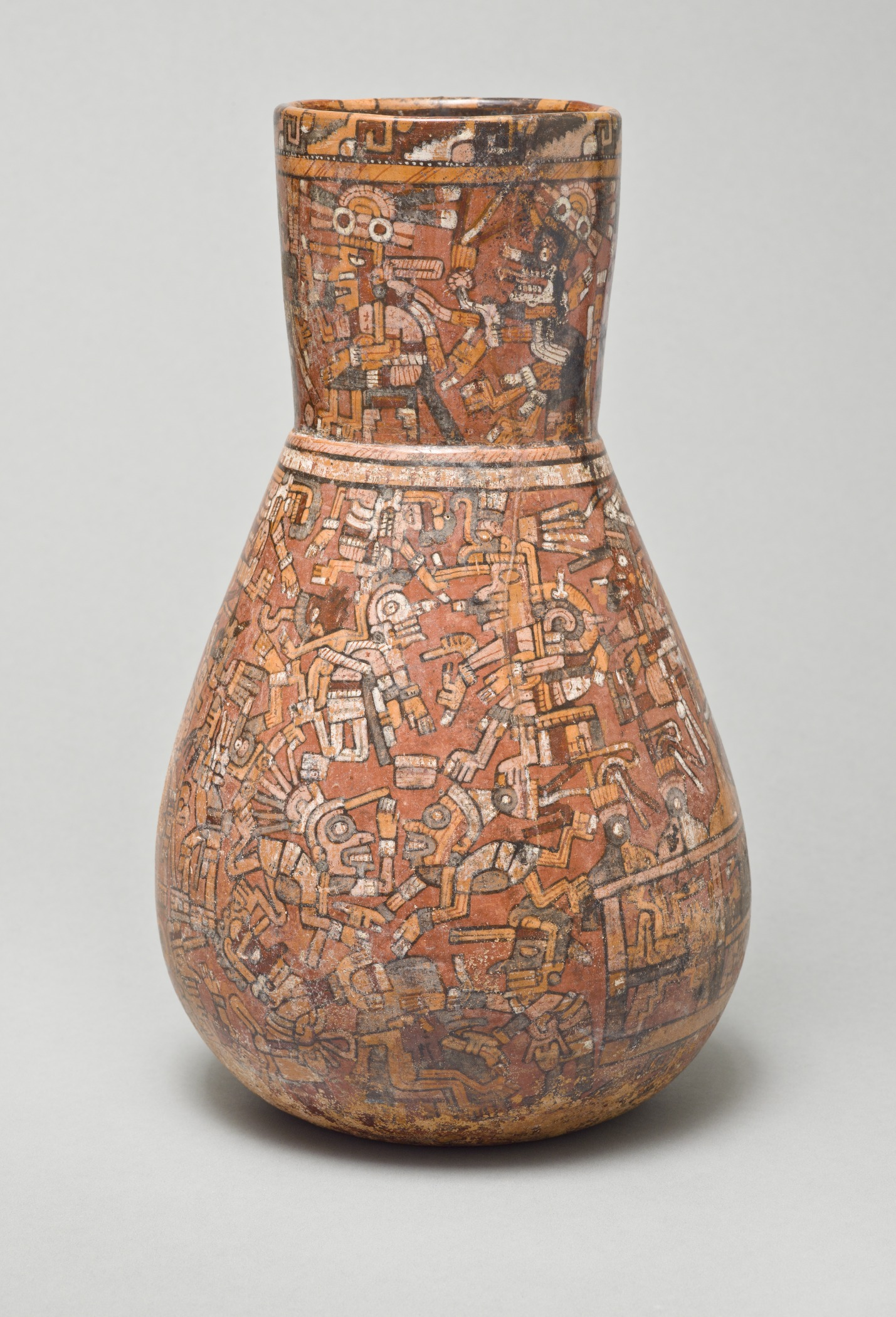
Расписанный сосуд культуры миштеков

Послеклассическая эра занимает временной промежуток от 900 года до завоевания Мезоамерики испанцами, которое происходило между 1521 и 1697 годами. Эта эра характеризуется большим числом войн. Политические элиты, связанные со жреческим классом, потеряли власть в пользу групп воинов. Воины, в свою очередь, по крайней мере за полвека до прихода испанцев стали сдавать свои позиции новому мощному классу — почтекам, торговцам, получившим политическую власть при помощи экономической мощи.
Послеклассическая эра делится на две фазы. Первая — ранняя послеклассическая эра — длилась с X по XIII века и характеризуется доминированием тольтеков из Тулы. С XII века начинают появляться признаки поздней послеклассической эры, начавшейся с появления чичимеков — народа, родственного в языковом плане с тольтеками и мешика. Последние появились в долине Мехико в 1325 году, после двухвекового путешествия из Ацтлана, точное местоположение которого неизвестно. Многие изменения в обществе, произошедшие в этот последний период мезоамериканской цивилизации, связаны с миграционными движениями северных народов. Эти народы пришли из Оазисамерики, Аридоамерики и северных районов Мезоамерики, гонимые угрожавшими им климатическими изменениями. Пришествие северян заставило двигаться и коренные мезоамериканские народы, некоторые из которых переместились в Центроамерику.
В это же время произошло множество культурных изменений. Одним из них было распространение металлургии, которая была заимствована из Южной Америки. Как и в случае с керамикой, первые свидетельства обработки металла в Мезоамерике были обнаружены в юго-западной части. Мезоамериканцы не достигли большого мастерства в этом ремесле, ограничившись лишь медными топорами, иголками и, конечно, ювелирными изделиями. Наиболее продвинутые методы были разработаны миштеками, которые научились создавать великолепно украшенные вещи. Прогресс наблюдался и в архитектуре — использование гвоздей позволило обшивать стены храмов, улучшились фрески, широко распространилось использование колонн и каменных крыш (что в классическую эру являлось прерогативой майя). В сельском хозяйстве усложнялись системы орошения. Земли долины Мехико, в особенности чинампы, широко использовались ацтеками, которые построили рядом с ними город с населением в 200 тыс. человек.

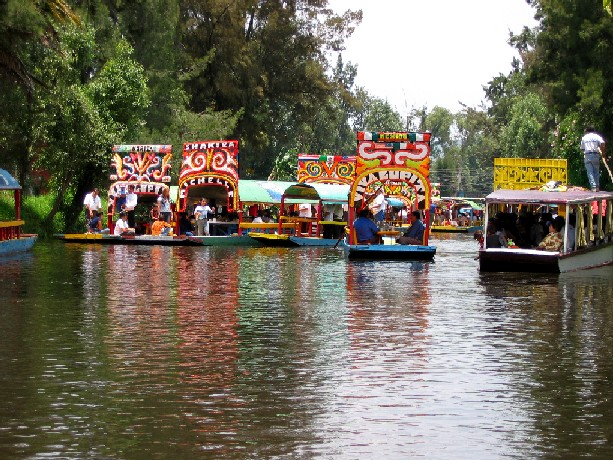
Современный вид чинампов Шочимилько

В политической системе также произошёл ряд важных изменений. В течение раннего постклассического периода воинственные политические элиты узаконили своё положение путём принятия довольно сложной системы религиозных верований, которые Лопес Остин (López Austin) назвал «суйюанидад» (zuyuanidad). Согласно данной системе, правящие классы объявляли себя потомками Кетцалькоатля — пернатого змея, одной из созидательных сил и культурного героя мезоамериканской мифологии. Они так же объявили себя последователями жителей мифологического города, называющегося Толлан на натуале или Суйюа на майянском (от этого слова и произошло название системы верований). Многие из важных центров того времени связывали себя с этим местом, называясь Толлан-Шикокотитлан, Толлан-Чоллоллан и Толлан-Теотиуакан. Мифический Толлан долгое время ассоциировался с Тулой в штате Идальго, но Энкике Флорескано (Enrique Florescano) и Лопес Аустин утверждали, что оснований на это не было. Флорескано думал, что Толланом был Теотиуакан, а Лопес Остин рассматривал Толлан как продукт мезоамериканского религиозного воображения. Ещё одной особенностью системы «суйюано» было образование альянсов с другими городами-государствами, которые контролировались народами с подобной идеологией. Так произошло с лигой Майяпана на Юкатане и конфедерацией миштеков Коготь ягуара восьми оленей (англ. Eight Deer Jaguar Claw) в горах Оахаки. Эти сообщества раннего периода послеклассической эры характеризуются своей воинственностью и многонациональным населением.

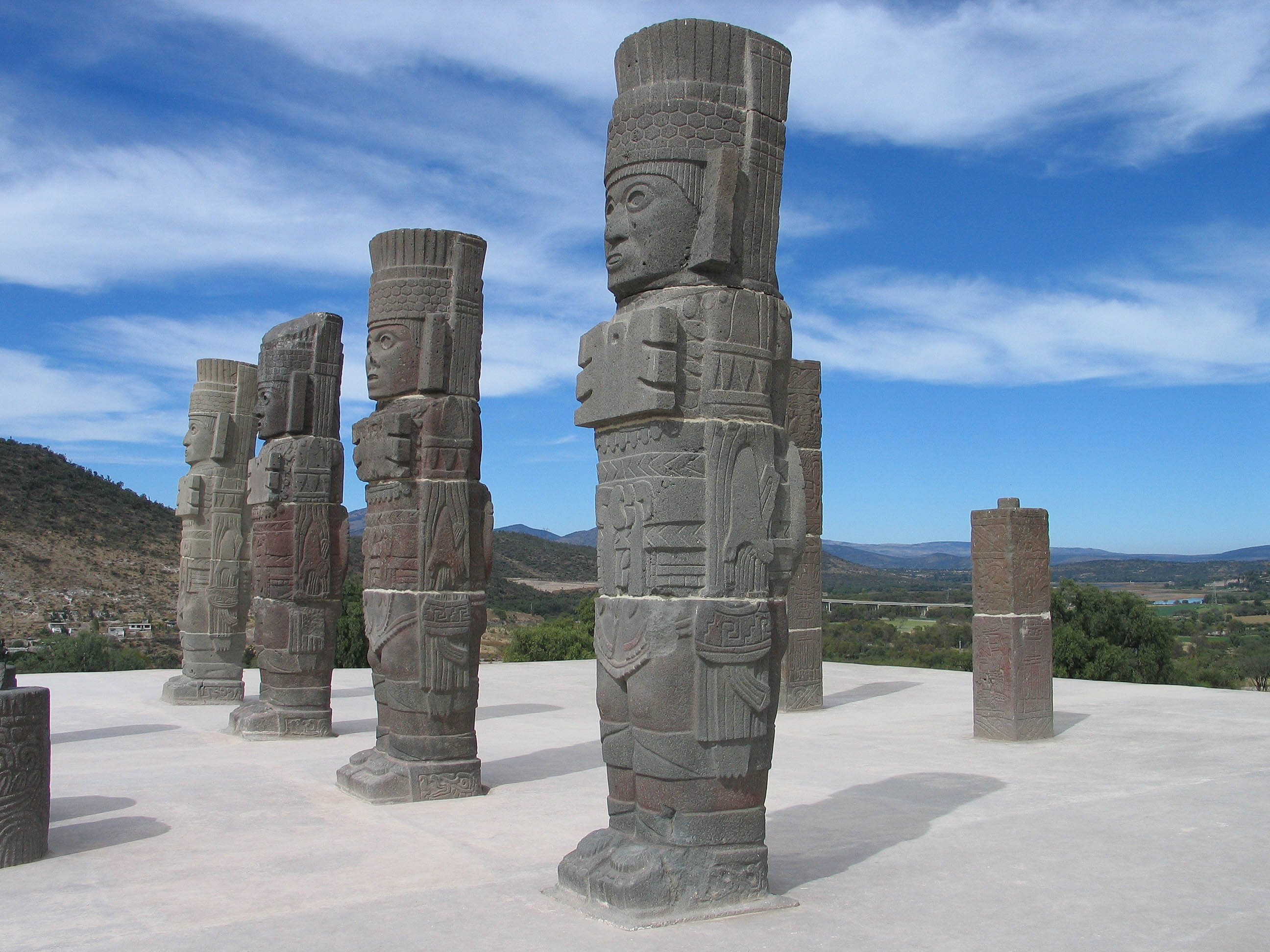
Тульские великаны, штат Идальго

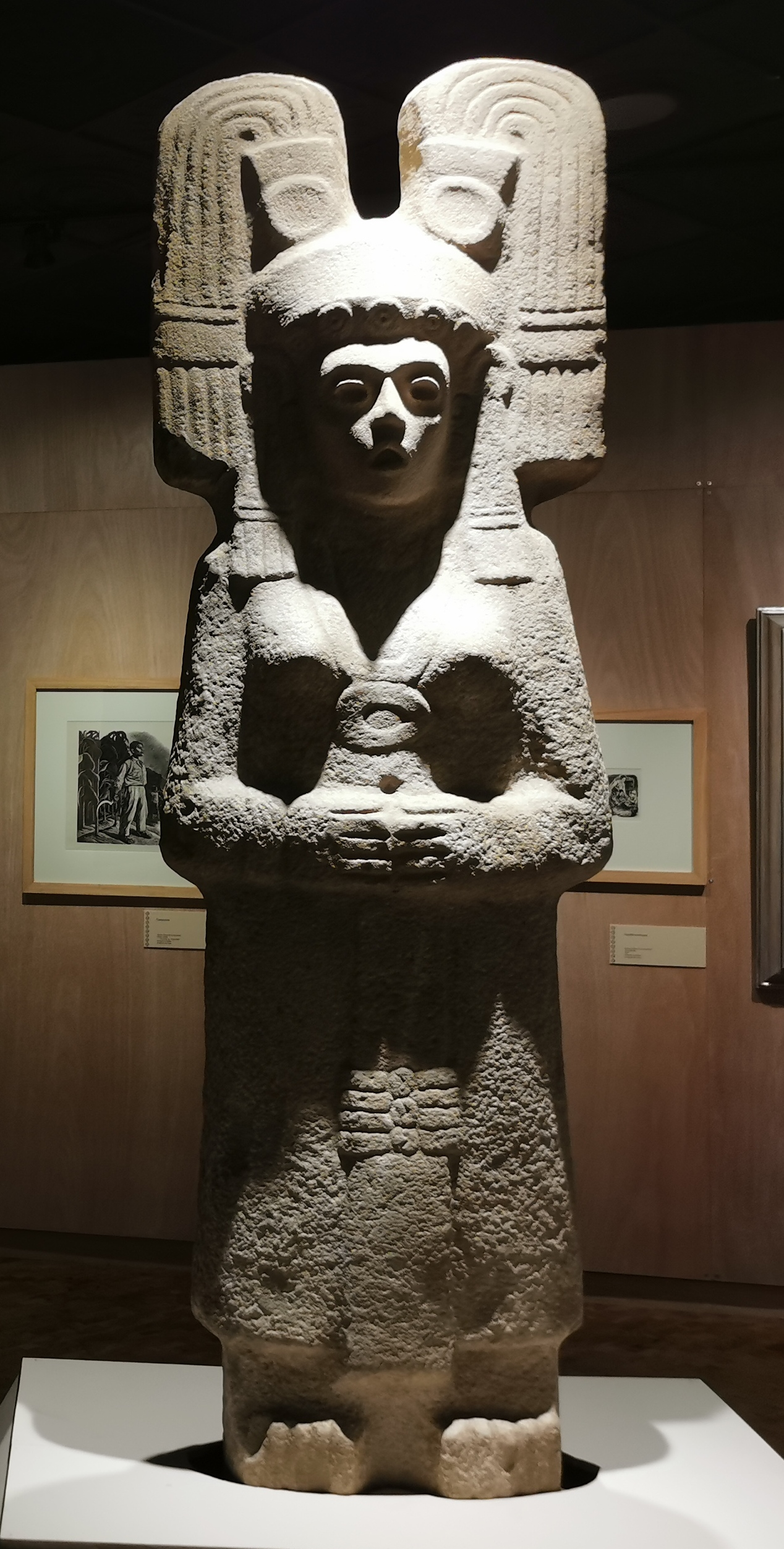
Девушка из Амахака, штат Веракрус

Однако падение Тулы подорвало мощь системы суйюано, которая полностью развалилась после распада лиги Майапана и ухода людей из Тулы. С севера в Мезоамерику пришли новые народы которые, хотя и были родственны древним тольтекам, обладали совершенно отличной идеологией. Последними пришедшими были мешики (ацтеки), которые обосновались на небольшом острове на озере Тексоко под правлением тешпанеков из Аскапотсалько. Мешики за последующие десятилетия завоевали большую часть Мезоамерики, создав объединённое и централизованное государство подобное лишь государству Тараскан в Мичоакане. Ни одно из этих двух государств не смогло завоевать другое и, после чего они, вероятно, подписали соглашение о ненападении. Когда испанцы прибыли в Новый Свет, многие народы были готовы им помочь, лишь бы избавиться от власти ацтеков. Однако это не вернуло им свободу, а привело к полному покорению Мезоамерики.

### Ацтеки
Из всех доколоумбовых цивилизаций Мезоамерики Ацтекская империя — одна из самых известных благодаря своему богатству и военной мощи, достигнутых путём эксплуатации других народов. В процессе испанской колонизации Америки многочисленные миссионеры занимались сохранением культурной истории народов науа, поэтому современные знания об их культуре намного полнее, чем в эпоху конкисты.
Ацтеки пришли с севера или запада Мезоамерики. Жители мексиканского штата Нарьярит верили, что мифический Ацтлан располагался на острове Мешкалтитлан. Некоторые предполагали, что мифический остров находился где-то на территории штата Сакатекас или даже в Нью-Мексико. Независимо от места происхождения, культурные традиции ацтеков не сильно отличались от классической Мезоамерики. На самом деле они обладали сходными характеристиками с народами центральной Мезоамерики (древние северные юто-астекские народы создали такие культуры, как анасази, теучитланскую и др.). Ацтеки говорили на языке науатль, который также использовался тольтеками и чичимеками, пришедшими ранее.
Уход из Ацтлана произошёл в первые десятилетия XII века (1111), причём расчёты основываются на документе, известном как «Лента странствий» (Tira de la Peregrinación) или кодекс Ботурини, в котором значимые события миграции народов записывались по календарю науа. После долгих скитаний ацтеки пришли в долину Мехико в XIV веке. Они поселились в нескольких местах на берегах рек (таких как Кулуакан и Тизапан) перед тем как обустроиться на острове Мехико, находясь под покровительством Тесосомока, короля Тешпанекаса. Часть ацтеков мигрировала далеко на юг, на территорию нынешнего Сальвадора, образовав народ пипилей с центром в Кускатлане. Теночтитлан был основан в 1325 году как союзник Аскапотсалько, но менее чем через один век, в 1430 году, мешики объединились с Тешкоко и Тлакопаном в войне против Аскапотсалько и победили его. Эта победа дала начало Тройному альянсу, который заменил древнее объединение под предводительством Текпанекаса (включавшее Коатлинчан и Кулуакан).

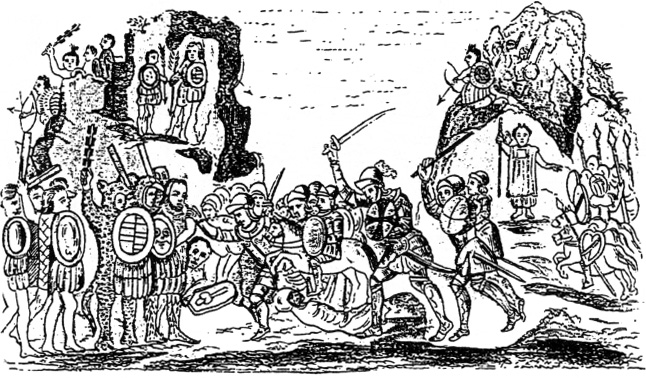
Завоевание Мексики, 1521 год

На ранней стадии существования Тройного альянса, ацтеки придерживались экспансионистской политики, что позволило им захватить большую часть Мезоамерики. Лишь некоторые регионы смогли сохранить независимость: Тласкала (науа), Меститлан (отоми), Теотитлан-дель-Камино (куикатеки), Тутутепек (миштеки), Теуантепек (сапотеки) и северо-западные территории, находившиеся под контролем государства Тараско. Провинции, захваченные Тройным альянсом, платили дань Теночтитлану, платежи фиксировались в кодексе, известном как Матрикула-де-лос-трибудос (Matrícula de los tributos). В этом документе указывался тип и количество каждой вещи, предоставляемой провинцией в качестве оплаты.
Империя ацтеков была завоёвана в 1521 году испанскими войсками под предводительством Эрнана Кортеса и их союзниками в лице Тласкалы и тотонаков. Захват Мезоамерики завершился в 1697 году, когда испанцы разорили и сожгли Тайясал.

## Сводная таблица
| Период                              | Датировка                 | Важнейшие культуры, памятники, народы | Краткая характеристика |
| ----------------------------------- | ------------------------- | --- | --- |
| Палеоиндейский период               | 10000 — 3500 до н. э.     | Обсидиановые и пиритовые находки, Истапан | Период охотников и собирателей, длился с момента появления первых признаков человеческого присутствия в регионе до установления сельскохозяйственных и других традиций, характерных для прото-цивилизаций. |
| Архаичная эра                       | 3500 — 1800 до н. э.      | Сельскохозяйственные поселения, Теуакан, культура Норте-Чико | Развитие сельского хозяйства в регионе и возникновение постоянных поселений. В конце этой эры появляется гончарное и ткацкое дело. |
| Предклассическая (формационная) эра | 2000 до н. э. — 250 н. э. | Неизвестная культура в Ла-Бланка и Ухуште, культура Монте-Альто | Появление первых государств, строительство крупных церемониальных построек в городах. Развитие и расцвет цивилизации ольмеков — города Сан-Лоренцо и Ла-Вента. Ранние периоды культур в тихоокеанских прибрежных районах Гватемалы (цивилизация сапотеков, культура Монте-Альбан) и цивилизации Майя. Важные города майя: Накбе, Эль-Мирадор, Сан-Бартоло, Сиваль и Такалик-Абах. |
| Ранний предклассический период      | 2000—1000 до н. э.        | - ольмекская территория: Сан-Лоренцо - центральная Мексика: Чалкацинго - долина Оахака: Сан-Хосе-Моготе - территория майя: Накбе, Серрос - западная Мексика: Капача | Появление первых государств, строительство крупных церемониальных построек в городах. Развитие и расцвет цивилизации ольмеков — города Сан-Лоренцо и Ла-Вента. Ранние периоды культур в тихоокеанских прибрежных районах Гватемалы (цивилизация сапотеков, культура Монте-Альбан) и цивилизации Майя. Важные города майя: Накбе, Эль-Мирадор, Сан-Бартоло, Сиваль и Такалик-Абах. |
| Средний предклассический период     | 1000—400 гг. до н. э.     | - ольмекская территория: Ла-Вента, Трес-Сапотес, Куикуилько - территория майя: Эль-Мирадор, Исапа, Ламанай, Шунантунич, Нах-Тунич, Такалик-Абах, Каминальхуйу, Уашактун - долина Оахака: Монте-Альбан, Даинсу - западная Мексика: Наскальная живопись Сьерра-де-Сан-Франциско | Появление первых государств, строительство крупных церемониальных построек в городах. Развитие и расцвет цивилизации ольмеков — города Сан-Лоренцо и Ла-Вента. Ранние периоды культур в тихоокеанских прибрежных районах Гватемалы (цивилизация сапотеков, культура Монте-Альбан) и цивилизации Майя. Важные города майя: Накбе, Эль-Мирадор, Сан-Бартоло, Сиваль и Такалик-Абах. |
| Поздний предклассический период     | 400 до н. э.—200 гг.      | - территория майя: Уашактун, Тикаль, Эцна, Сиваль, Сан-Бартоло, Алтар-де-Сакрифисиос, Пьедрас-Неграс, Сейбаль, Рио-Асул - центральная Мексика: Теотиуакан - побережье Мексиканского залива: Эпиольмеки                                                                        | Появление первых государств, строительство крупных церемониальных построек в городах. Развитие и расцвет цивилизации ольмеков — города Сан-Лоренцо и Ла-Вента. Ранние периоды культур в тихоокеанских прибрежных районах Гватемалы (цивилизация сапотеков, культура Монте-Альбан) и цивилизации Майя. Важные города майя: Накбе, Эль-Мирадор, Сан-Бартоло, Сиваль и Такалик-Абах. |
| Классическая эра                    | 200—900 гг.               | Классические центры майя, Теотиуакан, Сапотеки | Теотиуакан вырастает в метрополию и оказывает существенное влияние на всю Мезоамерику. Период расцвета южных городов майя, таких как Тикаль, Паленке и Копан. В центральной Мексике классическая эра завершилась с падением Теотиуакана примерно в VII веке, а в районе майя она продолжалась ещё несколько веков. Примерно в это время большая часть южных городов (особенно Тикаль) пережили короткий период упадка, называемый «Разрыв средней классической эры». Последующий период роста цивилизации Майя иногда называют «Эрой расцвета». В начале XX века термин «Старая империя» использовался для описания этого периода цивилизации майя по аналогии с Древним Египтом. |
| Раннеклассический период            | 200—600 гг.               | - территория майя: Калакмуль, Караколь, Чунчукмиль, Копан, Наранхо, Паленке, Киригуа, Тикаль, Уашактун, Йашха; Теотиуакан (апогей); Сапотеки (апогей); Бахио (апогей) - тихоокеанское побережье: традиция шахтовых могил, теучитланская традиция                              | Теотиуакан вырастает в метрополию и оказывает существенное влияние на всю Мезоамерику. Период расцвета южных городов майя, таких как Тикаль, Паленке и Копан. В центральной Мексике классическая эра завершилась с падением Теотиуакана примерно в VII веке, а в районе майя она продолжалась ещё несколько веков. Примерно в это время большая часть южных городов (особенно Тикаль) пережили короткий период упадка, называемый «Разрыв средней классической эры». Последующий период роста цивилизации Майя иногда называют «Эрой расцвета». В начале XX века термин «Старая империя» использовался для описания этого периода цивилизации майя по аналогии с Древним Египтом. |
| Позднеклассический период           | 600—900 гг.               | - территория майя: Ушмаль, Тонина, Коба, Вака, Пусилья, Шультун, Дос-Пилас, Канкуэн, Агуатека - центральная Мексика: Шочикалько, Какаштла - побережье Мексиканского залива: Эль-Тахин и классическая культура Веракрус - тихоокеанское побережье: Теучитланская традиция      | Теотиуакан вырастает в метрополию и оказывает существенное влияние на всю Мезоамерику. Период расцвета южных городов майя, таких как Тикаль, Паленке и Копан. В центральной Мексике классическая эра завершилась с падением Теотиуакана примерно в VII веке, а в районе майя она продолжалась ещё несколько веков. Примерно в это время большая часть южных городов (особенно Тикаль) пережили короткий период упадка, называемый «Разрыв средней классической эры». Последующий период роста цивилизации Майя иногда называют «Эрой расцвета». В начале XX века термин «Старая империя» использовался для описания этого периода цивилизации майя по аналогии с Древним Египтом. |
| Конечный классический период        | 800—900/1000 гг.          | - территория майя: Пуук — Ушмаль, Лабна, Сайиль, Каба | Теотиуакан вырастает в метрополию и оказывает существенное влияние на всю Мезоамерику. Период расцвета южных городов майя, таких как Тикаль, Паленке и Копан. В центральной Мексике классическая эра завершилась с падением Теотиуакана примерно в VII веке, а в районе майя она продолжалась ещё несколько веков. Примерно в это время большая часть южных городов (особенно Тикаль) пережили короткий период упадка, называемый «Разрыв средней классической эры». Последующий период роста цивилизации Майя иногда называют «Эрой расцвета». В начале XX века термин «Старая империя» использовался для описания этого периода цивилизации майя по аналогии с Древним Египтом. |
| Послеклассическая эра               | 900—1519 гг.              | Ацтеки, Пурепеча, Миштеки, Тотонаки, Пипили, Ица, Ковох, Киче, Какчикель, Покомам, Мам | Происходит развал многих крупных государств классической эры. Среди тех, кто выстоял: Оахаке, Чолуле и юкатанские майя (Чичен-Ица и Ушмаль). Этот период иногда описывают как время хаоса и войн. Некоторое время (с XI по XIII век) центральная Мексика находится под влиянием тольтеков. Северные майя в течение некоторого периода были объединены под Майяпаном. С начала XV века возвышается Ацтекская империя, захватившая почти весь регион. В это время Мезоамерика открывается испанцами и завоёвывается конкистадорами при поддержке большого числа местных союзников. Позднее процветание северных городов майя в начале XX века иногда называлось «Новой империей». Можно сказать, что послеклассическая эра завершилась в 1697 году с завоеванием последнего независимого местного государства Тайасаля. |
| Ранний послеклассический период     | 900—1200 гг.              | Чолула, Тула, Митла, Эль-Тахин, Тулум, Топоште, Каминальхуйу, Хойя-де-Серен | Происходит развал многих крупных государств классической эры. Среди тех, кто выстоял: Оахаке, Чолуле и юкатанские майя (Чичен-Ица и Ушмаль). Этот период иногда описывают как время хаоса и войн. Некоторое время (с XI по XIII век) центральная Мексика находится под влиянием тольтеков. Северные майя в течение некоторого периода были объединены под Майяпаном. С начала XV века возвышается Ацтекская империя, захватившая почти весь регион. В это время Мезоамерика открывается испанцами и завоёвывается конкистадорами при поддержке большого числа местных союзников. Позднее процветание северных городов майя в начале XX века иногда называлось «Новой империей». Можно сказать, что послеклассическая эра завершилась в 1697 году с завоеванием последнего независимого местного государства Тайасаля. |
| Поздний послеклассический период    | 1200—1519 гг.             | Теночтитлан, Семпоала, Цинцунцан, Майяпан, Ичкансихо (Тихо), Утатлан, Ишимче, Мишко-Вьехо, Сакулеу | Происходит развал многих крупных государств классической эры. Среди тех, кто выстоял: Оахаке, Чолуле и юкатанские майя (Чичен-Ица и Ушмаль). Этот период иногда описывают как время хаоса и войн. Некоторое время (с XI по XIII век) центральная Мексика находится под влиянием тольтеков. Северные майя в течение некоторого периода были объединены под Майяпаном. С начала XV века возвышается Ацтекская империя, захватившая почти весь регион. В это время Мезоамерика открывается испанцами и завоёвывается конкистадорами при поддержке большого числа местных союзников. Позднее процветание северных городов майя в начале XX века иногда называлось «Новой империей». Можно сказать, что послеклассическая эра завершилась в 1697 году с завоеванием последнего независимого местного государства Тайасаля. |
| После конкисты                      | До 1697 г.                | Центральный Петен: Тайясаль, Сакпетен | |